# Tim Walker
Timothy 'Tim' Walker (°1970) is een Brits (mode-)fotograaf.
Walker raakte vooral bekend dankzij zijn werk voor Vogue. Zijn stijl wordt gekenmerkt door surreële beelden die gefotoshopt lijken te zijn. Dat is echter niet het geval want Tim Walker is van de overtuiging dat de foto er al moet zijn bij het nemen van de foto en niet na het bewerken met een beeldbewerkingsprogramma achteraf. Hij fotografeert ook nog altijd analoog, zoals hij in zijn fotografieopleiding geleerd heeft.